# Egyiptomi nyelv
Az ókori egyiptomi nyelv az afroázsiai nyelvcsaládba (korábbi nevén sémi-hámi nyelvcsalád) tartozik, annak hat ága közül az egyik. A nyelvcsalád másik öt ága közül a sémi és a berber hasonlít rá, illetve a kusita ágba tartozó bedzsa nyelv.
Az ókori Egyiptom négyezer éves történelmének folyamán mind a beszélt, mind az írott nyelv folyamatosan változott nyelvtanilag is és a szavak jelentésében is. Az ókori egyiptomi nyelvet és az egyházi nyelvként ma is használt kopt nyelvet együttesen egyiptomi nyelvnek nevezik.

## Története
Az egyiptomi nyelv fejlődése összesen öt nagyobb szakaszra osztható. Ezek (Gardiner alapján):

### Óegyiptomi vagy óbirodalmi nyelv
Az óbirodalom és az első átmeneti kor nyelve (I.–VIII. dinasztia; i. e. kb. 3180–2240). A legkorábbi ismert nyelvváltozat; ennek idejéből származnak az első összefüggő nyelvemlékek, melyek döntő többsége vallásos szöveg vagy sírfelirat. A leghosszabb óegyiptomi nyelvű szövegek az ún. Piramisszövegek, a nemesek sírjaiban gyakoriak az önéletrajzi írások is. Nem sokban különbözik a következő nyelvváltozattól, a klasszikus egyiptomitól.

### Középegyiptomi vagy klasszikus nyelv
A IX.–XI. dinasztiák (i. e. kb. 2240–1990) vernakuláris nyelvváltozata, később új elemekkel kiegészülve. A hivatalos feliratok és az irodalom nyelve a Középbirodalom idejétől egészen a XVIII. dinasztia végéig (i. e. kb. 1300), Ehnaton uralkodásáig, amikor a beszélt újegyiptomi nyelv lett az irodalom hivatalos nyelve (a vallásos szövegeket kivéve, melyeknél még ragaszkodtak a hagyományokhoz). A núbiai és szaiszi korban (i. e. 715–535) egy időre reneszánszát élte, hieroglif és hieratikus szövegeken gyakran használták a korabeli nyelvváltozat helyett.
Ez az egyiptomi irodalom klasszikus nyelve, több műfajban is jelentős alkotások születtek: 1) halottkultusszal kapcsolatos szövegek, köztük a legjelentősebb a Koporsószövegek, 2) intelmek (Ptahhotep intelmei, Merikaré intelmei), 3) prózai történetek (Szinuhe, A hajótörött története, A paraszt panaszai), 4) himnuszok.
A középegyiptomi az egyiptológusok által leginkább vizsgált nyelvváltozat, mert rengeteg különféle dokumentum maradt fenn ebből a korból, itt a legkisebb az eltérés a hivatalos és irodalmi szövegek nyelvváltozata között, helyesírása pedig következetesebb a többi nyelvváltozaténál. Az első középegyiptomi nyelvtankönyvet Adolf Erman adta ki 1894-ben, ezt Alan H. Gardiner műve követte 1927-ben. A 20. század közepére az egyiptológusok úgy gondolták, a középegyiptomi nyelvet teljesen sikerült megismerni, és az óbirodalmi felé fordultak, Hans Jakob Polotsky elmélete azonban 1944 után újraélesztette a vitát bizonyos kérdésekben.

### Újegyiptomi vagy későegyiptomi nyelv
A XVIII.–XXIV. dinasztiák (i. e. kb. 1573–715) vernakuláris nyelvváltozata. Az Amarna-korban készült feliratokon látni először, főleg levelekben, üzleti dokumentumokban és irodalmi szövegekben szerepel, de a XIX. dinasztiától már templomi feliratokon is. Kevés szöveg van, ahol nem keveredik a klasszikussal. Jellemző a kölcsönszavak megjelenése.
Vallási és szekuláris irodalmi művek nagy számban maradtak fenn ezen a nyelvváltozaton, köztük Wenamon története, a Chester–Beatty I papirusz szerelmes versei, valamint Ani intelmei. A ramesszida kor adminisztrációjának a nyelve is volt.
A klasszikus és újegyiptomi közt lévő különbség nagyobb, mint ami az a középegyiptomit választja el az óegyiptomitól. A nyelv szintetikusból analitikussá vált. A két nyelv különbözőségét a latin és olasz vagy az ómagyar és a mai magyar közti különbözőséghez lehet hasonlítani.
Az írott újbirodalmi nyelv pontosabban írja le a kor beszélt nyelvét, mint a középbirodalmi. Az 3, w, ỉ gyenge mássalhangzókat, valamint a nőnemű .t végződést egyre gyakrabban elhagyták, valószínűleg mert szóban is lekoptak. A p3 (hímn.), t3 (nőn.) és n3 (tbsz.) mutató névmásokat határozott névelőként kezdték használni. A régi sḏm.n=f igeformát felváltotta a sḏm=f, ami prospektív és perfektív is volt. Múltidőt az ỉr segédigével is képeztek, pl. ỉr=f s3ḥ3=f (ő megvádolta őt). A főnevek jelzőjeként használt mellékneveket gyakran főnevek váltották fel.

### Démotikus nyelv
A XXV. dinasztia idejétől a késő római korig (i. e. kb. 715 – i. sz. 470) démotikus írással írt szövegek (közigazgatási és irodalmi) nyelve. Nyelvtanilag közel áll a későegyiptomihoz. Fontos irodalmi emlékei a Szetna-regény és Ankhsesonki intelmei.

### Kopt nyelv
A kopt nyelv az egyiptomi nyelv utolsó változata. Az i. sz. 3. századtól használták, de Egyiptom arab hódítása (640) után az arab nyelv háttérbe szorította, beszélt nyelvként a 16. században kihalt, bohairi dialektusát azonban a kopt ortodox egyház és a kopt katolikus egyház liturgikus nyelvként használja, ahogy a katolikus egyház a latint. Módosított görög ábécét használ. Mivel ez az egyetlen egyiptomi nyelvváltozat, melynek írásos dokumentumaiban a magánhangzókat is jelölik, tanulmányozása közelebb visz az ókori egyiptomi nyelv kiejtésének megfejtéséhez. Az egyiptológusok a szaidi dialektust tanulják, mivel ennek van a legkevesebb olyan jellegzetessége, ami elválasztja a többi dialektustól; a szaidi és bohairi mellett még az ahmími dialektusa jelentős.

## Lásd még
- Írásbeliség az ókori Egyiptomban
- Egyiptomi írás
- Meroita nyelv